# Thomas Müller (judoka)
Thomas Müller (7 de abril de 1966-3 de septiembre de 2022) fue un deportista alemán que compitió en judo. Ganó dos medallas en el Campeonato Europeo de Judo en los años 1989 y 1992.

## Palmarés internacional
| Representando a la RDA   |                      |                  |           |
| Campeonato Europeo       |                      |                  |           |
| Año                      | Lugar                | Medalla          | Categoría |
| 1989                     | Helsinki (Finlandia) | Medalla de plata | +95 kg    |
| Representando a Alemania |                      |                  |           |
| Campeonato Europeo       |                      |                  |           |
| Año                      | Lugar                | Medalla          | Categoría |
| 1992                     | París (Francia)      | Medalla de oro   | Abierta   |